# Menahem Pressler
Menahem Pressler (in ebraico מנחם פרסלר‎?; Magdeburgo, 16 dicembre 1923 – Londra, 6 maggio 2023) è stato un pianista israeliano naturalizzato statunitense nato in Germania.

## Biografia
Dopo la Notte dei cristalli, Pressler, ebreo, ed i suoi parenti stretti fuggirono dalla Germania nazista nel 1939, prima in Italia e poi in Palestina. I suoi nonni, zii, zie e cugini morirono tutti nei campi di concentramento. La sua carriera iniziò dopo aver vinto il primo premio al Debussy International Piano Competition di San Francisco nel 1946. Il suo debutto alla Carnegie Hall seguì successivamente, con la Philadelphia Orchestra diretta da Eugene Ormandy.
Dal 1955 Pressler ha insegnato alla facoltà di pianoforte presso l'Università dell'Indiana Jacobs School of Music, dove detiene il grado di Distinguished Professor of Music come Charles Webb Chair. Il suo debutto come musicista da camera fu al Berkshire Festival del 1955, dove apparve come pianista del Beaux Arts Trio, con Daniel Guilet, violino e Bernard Greenhouse, violoncello. Sebbene all'inizio fosse un junior partner del Beaux Arts Trio, Pressler è stato l'unico membro originale del trio ad esibirsi con il gruppo per tutta la sua esistenza, compresi diversi cambi di appartenenza, fino allo scioglimento del trio nel 2008. Nel 2010 ha suonato al Rheingau Musik Festival con Antônio Meneses, l'ultimo violoncellista del Beaux Arts Trio ed è apparso prima nella serie Rendezvous.
Pressler tornò in Germania nel 2008 in occasione del 70º anniversario della Notte dei cristalli. Nel gennaio 2014, all'età di 90 anni, ha debuttato con la Filarmonica di Berlino. La sua esibizione con la Filarmonica di Berlino e Sir Simon Rattle al loro concerto di Capodanno 2014 è stata trasmessa in diretta televisiva in tutto il mondo.
Il Beaux Arts Trio ha realizzato una vasta serie di registrazioni per la Philips. Inoltre Pressler ha registrato musica per pianoforte solo per l'etichetta La Dolce Volta e Deutsche Grammophon nel 2018, una registrazione di musica francese dedicata alla sua compagna inseparabile Annabelle Whitestone Lady Weidenfeld. Già all'inizio degli anni '50 aveva registrato una notevole quantità di musica per pianoforte solista e per pianoforte e orchestra di vari compositori per l'etichetta statunitense MGM.

## Premi e riconoscimenti

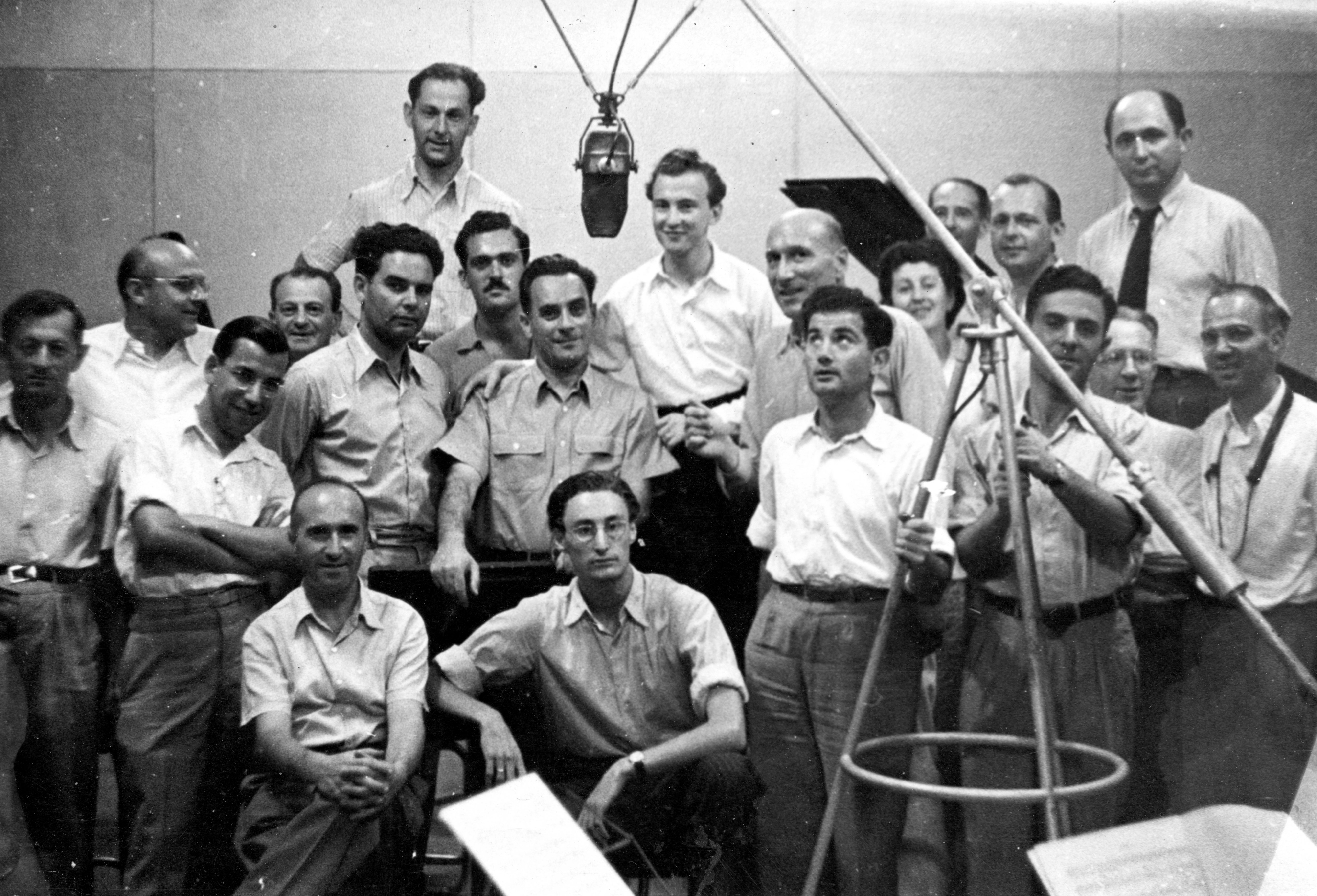
Foto scattata allo studio Palestine Broadcasting Service di Gerusalemme, luglio 1947, dopo l'esecuzione del Concerto per pianoforte di Schumann. Pressler si trova a destra del microfono.

Tra le sue onorificenze e premi, Pressler ha ricevuto dottorati onorari dall'Università del Nebraska, dal Conservatorio di musica di San Francisco e dalla University of North Carolina School of the Arts, sei nomination ai Grammy (inclusa una nel 2006), un premio alla carriera dalla rivista Gramophone e gli International Classical Music Awards, il Chamber Music America's Distinguished Service Award, la medaglia d'oro al merito della National Society of Arts and Letters.
È stato anche insignito del premio "Ehrenurkunde" della critica tedesca ed è stato eletto all'American Academy of Arts and Sciences. Nel 2007 Pressler è stato nominato membro onorario dell'Accademia di musica e danza di Gerusalemme in riconoscimento di una vita come artista e di primato nella musica. Nel 2005 Pressler ha ricevuto due ulteriori premi di merito internazionale: il Bundesverdienstkreuz tedesco (Croce al merito), la più alta onorificenza della Germania e la più alta onorificenza culturale della Francia, il Commandeur in the Order of Arts and Letters award.
Nel 2015 ha ricevuto un dottorato onorario dalla Royal Academy of Music di Londra, Hon.RAM e ha ricevuto il premio alla carriera da ECHO Classic in Germania. Nel 2016 ha ricevuto il Premio alla carriera da Les Victoires de la Musique Classique in Francia. Nel dicembre 2017 ha ricevuto un dottorato onorario dalla Ben Gurion University di Beer Sheba Israele.